# (2511) Patterson
(2511) Patterson (1980 LM) – planetoida z pasa głównego asteroid okrążająca Słońce w ciągu 3,49 lat w średniej odległości 2,3 j.a. Odkryta 11 czerwca 1980 roku.